# Diodoto Trifone
Diodoto Trifone (in greco antico: Διόδοτος Τρύφων?, Diódotos Trýphon; Casiana, ... – Apamea, 138/137 a.C.), nato semplicemente con il nome di Diodoto e regnante con il nome di Trifone Autocratore (Αὐτοκράτωρ, Autokrátor), è stato un generale e sovrano seleucide, ribelle contro la dinastia regnante dal 142/141 a.C. alla sua morte.

## Biografia
Diodoto era un generale seleucide fedele ad Alessandro I Bala; quando il sovrano morì durante la guerra civile, nel 145 a.C., Diodoto acclamò re suo figlio Antioco VI Dioniso, che aveva all'epoca circa tre anni, in opposizione a Demetrio II Nicatore, assumendo la tutela del bambino. Mentre Demetrio riuscì a conquistare la capitale seleucide, Seleucia sul Tigri, Antioco (nominalmente) e Diodoto (realmente) regnarono da Antiochia di Siria, dividendo in due il dominio seleucide. Nell'intento di ottenere alleati per la sua lotta contro Demetrio, Trifone accettò di riportare la Giudea sotto il dominio degli Asmonei (143 a.C.); in cambio, diversi eserciti giudaici attaccarono le città fedeli a Demetrio.
Nel 142 a.C. Diodoto depose Antioco, assumendo per sé il trono, col nome di Trifone; riuscì anche a strappare la Celesiria a Demetrio, che non riscuoteva il favore della popolazione locale per la sua oppressione degli Ebrei. Diodoto entrò però in Giudea con le proprie forze e affrontò le truppe giudaiche: a causa della sua avventatezza, il Sommo Sacerdote Gionata Maccabeo, che comandava l'esercito di Giudea, venne catturato e ucciso. A causa dell'opposizione della popolazione, però, Diodoto non poté consolidare il proprio dominio sulla Giudea, che lasciò al fratello di Gionata, Simone Maccabeo, dietro il pagamento di un tributo di appena 100 talenti.
Nel 138 a.C. Diodoto dichiarò che Antioco VI si era ammalato e che era morto durante l'operazione chirurgica che era seguita: probabilmente questa versione dei fatti servì a coprire l'assassinio del giovane. Nello stesso anno, però, Diodoto fu attaccato e sconfitto ad Antiochia da Antioco VII Evergete Sidete; fuggito quindi ad Apamea, passando per Ortosia, fu nuovamente sconfitto e morì tra la fine del 138 e il 137 a.C., secondo alcune fonti suicidandosi, mentre secondo altre fu giustiziato.